# IC 2072
IC 2072 је ознака објекта на координатама са ректансцензијом 4h 26m 54,0s и деклинацијом - 48° 22" 36'. Открио га је Делајл Стјуарт, 1899. године. Каснијим посматрањима на том положају није уочен никакав астрономски објекат.